# Unicorn Overlord
Unicorn Overlord (ユニコーンオーバーロード Yunikōn Ōbārōdo?) es un videojuego de rol táctico de 2024 desarrollado por Vanillaware y publicado por Atlus en Japón y Sega en el resto del mundo para Nintendo Switch, PlayStation 4, PlayStation 5 y Xbox Series X/S. Ambientada en el continente de Fevrith en un contexto bélico, la historia sigue al príncipe exiliado Alain mientras reúne aliados para recuperar su reino del Imperio Zenoiran, liderado por el General Valmore. El sistema de juego se centra en el protagonista y sus unidades del ejército luchando en batallas a gran escala, con movimientos en el campo y escaramuzas en tiempo real.
Takafumi Noma planteó el concepto de Unicorn Overlord en 2014. Con el beneplácito del fundador de la empresa, George Kamitani, Noma asumió los roles de director, programador y artista principal. El objetivo era crear una versión moderna de los juegos tácticos clásicos de la década de 1990. La producción tardó aproximadamente diez años debido a la superposición con otros proyectos de Vanillaware. Basiscape, estudio de música que fundó Hitoshi Sakimoto, compuso la banda sonora de la entrega. El juego ha cosechado una recepción generalmente positiva, con una puntuación global del 88 % según el agregador de reseñas Metacritic.

## Sistema de juego
Unicorn Overlord es un juego de rol táctico donde los jugadores asumen el papel del príncipe exiliado Alain mientras lidera el Ejército de Liberación en una campaña en el reino de fantasía de Fevrith. Durante la exploración, el jugador guía al protagonista a través de un mundo con distintas ciudades, servicios —como herreros y comerciantes para equipar a su ejército— y narrativas o batallas opcionales. Las áreas fuera del control de Alain o sus aliados albergan enemigos representados por sprites. Todos los personajes, ubicaciones y sprites utilizan gráficos en 2D. La cantidad de unidades que se pueden desplegar durante los combates depende de un recurso llamado Valor, que se puede obtener al completar batallas. El supramundo se puede explorar libremente, lo que permite a los usuarios abordar algunos eventos en un orden diferente. Las ciudades también incluyen misiones secundarias, que requieren que el jugador recopile materiales, o eventos en los que Alain puede mejorar su relación con un personaje.
El sistema de combate se divide entre el movimiento de tropas a través de grandes campos de batalla y el enfrentamiento cuando dos unidades se encuentran. Todo el combate tiene lugar en tiempo real, pero el usuario puede hacer una pausa para cambiar de estrategia y comprobar las unidades. Los grupos se componen de hasta seis personajes con una clase o rol asignado. Durante las primeras etapas del juego, las unidades están limitadas a dos personajes, pero se pueden desbloquear más espacios usando una moneda llamada Honor. Los escenarios del campo de batalla incluyen áreas de campo abierto y entornos urbanos como pueblos y ciudades que alteran las condiciones del encuentro. La disposición de los grupos de personajes en una cuadrícula influye en sus habilidades y eficiencia en el combate. Algunas clases de unidades están diseñadas exclusivamente para corto o largo alcance, mientras que otras tienen un rango de ataque más variado o un conjunto diferente de habilidades. Las batallas se desarrollan automáticamente según los atributos de los personajes y los comportamientos que ha establecido el jugador. Estas duran hasta que uno de los bandos cae derrotado o se queda sin puntos de acción, lo que aturde a la unidad por un tiempo. Hay tres dificultades a elegir y, después de cierto punto, se desbloquea una arena multijugador en línea separada de la historia principal.

## Premisa
El título está ambientado en el continente de Fevrith, que alguna vez estuvo dividido en cinco naciones habitadas por muchos pueblos, incluidos humanos, elfos, ángeles y bestrales. El rebelde general Valmore ataca y derrota al reino de Cornia, y a continuación conquista las otras naciones y las une en el Imperio Zenoiran. El protagonista es Alain, el príncipe de Cornia que huyó del ataque de Valmore por orden de la reina Ilenia junto a su guardaespaldas Josef; Ilenia aparentemente muere durante la batalla. Diez años después, adulto y portador del mágico Anillo del Unicornio, Alain se convierte en líder del Ejército de Liberación, una coalición de soldados de Fevrith que intentan derrocar a Valmore y reclamar sus tierras.

## Desarrollo
Takafumi Noma, miembro de Vanillaware, concibió el concepto de diseño de Unicorn Overlord en 2014, unos diez años antes de su lanzamiento. Tras terminar la producción de Dragon's Crown en 2013, el fundador de la compañía, George Kamitani, le propuso a Noma crear un nuevo videojuego con temática de fantasía. Con el apoyo de Kamitani, Noma dirigió el proyecto y tomó el papel de director, diseñador de personajes y programador principal. El diseñador fue Wataru Nakanishi, mientras que Akiyasu Yamamoto de Atlus se encargó de la producción. El desarrollo avanzó lentamente debido a que Vanillaware trabajó en paralelo en otros proyectos, incluidos ports de títulos anteriores y 13 Sentinels: Aegis Rim. Noma tuvo que unirse personalmente al equipo de 13 Sentinels para ayudar con la programación. Cerca del lanzamiento, Kamitani vio que la producción del juego agotó los fondos de Vanillaware y tuvo que continuar financiando el proyecto de su propio bolsillo, algo común en los proyectos del estudio. Noma comentó que el equipo pudo incorporar casi todo lo que querían en el producto final, aunque pasó por múltiples rediseños a gran escala, hasta el punto de que cada uno se sentía como su propio juego.
Noma creó los conceptos del juego con Nakanishi, quien describió el proceso como si los dos inventaran cosas sobre la marcha y recibieran consejos de Kamitani. Como Vanillaware había emulado el diseño arcade beat 'em up de Dragon's Crown, Noma quería que Unicorn Overlord siguiera los títulos clásicos de rol tácticos de la década de 1990 sin inspirarse específicamente en ninguno de ellos. La jugabilidad fue diseñada para dar una sensación de velocidad, ya que se enfoca en una perspectiva aérea, la libertad del jugador y el movimiento y combate en tiempo real. El objetivo del equipo, además de regresar al tema de fantasía establecido del estudio, era un «renacimiento» de los juegos de rol tácticos, que rinde homenaje a títulos anteriores y los hace accesibles a los recién llegados al género. La naturaleza automatizada de las batallas tenía como objetivo equilibrar la personalización con la facilidad de uso, ya que comandar unidades individuales podría resultar abrumador dado el tamaño de los enfrentamientos. El sistema Valor se inspiró directamente en el sistema de metahabilidades utilizado en 13 Sentinels.
Respecto a la narrativa, Noma afirmó que solo se finalizó y completó más adelante en el proceso de desarrollo, y que primero se crearon su configuración básica y su jugabilidad. Describió el diseño del mundo como inspirado en la Europa del siglo XIV mezclada con elementos de fantasía japoneses. La historia se escribió para enfatizar los puntos en común entre un elenco diverso a través de una historia lineal y se crearon diferentes razas fantásticas. Originalmente se incluirían tanto elfos como enanos, pero después de analizar la mitología nórdica en la que se basaba el equipo, optaron por centrarse en los elfos claros y oscuros. Los ángeles se mantuvieron durante todo el desarrollo a pesar de que se abandonó su ubicación planificada original.
Si bien Noma había sido principalmente programador en Vanillaware, también es ilustrador y aprovechó la oportunidad para liderar el diseño de personajes de Unicorn Overlord. El diseño artístico se decidió desde la primera pieza de arte conceptual; este rindió homenaje a los títulos que inspiraron al equipo. Las ilustraciones se completaron desde el principio y ayudaron a que Atlus aprobara el proyecto. Noma notó que algunas de sus prioridades de diseño habían cambiado, con los conceptos centrándose menos en personajes clave y más en los soldados comunes en la versión final. Al igual que con otros proyectos de Vanillware, el arte se centró en diseños 2D, en contraste con los gráficos 3D que dominan la industria de los videojuegos. Para el diseño de la comida, el veterano artista Takehiro Shiga (Shigatake) proporcionó las ilustraciones.

### Banda sonora

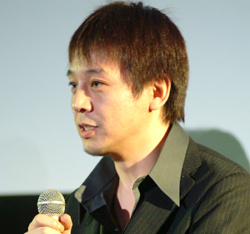
Hitoshi Sakimoto, fundador de Basiscape, el estudio encargado de la banda sonora del título.

El equipo de Basiscape liderado por Mitsuhiro Kaneda compuso la música del título. Esta compañía es un colaborador frecuente de Vanillaware y ha participado en todos sus juegos desde la fundación de la compañía hasta 13 Sentinels. Kanada compuso y arregló la partitura junto con Yoshimi Kudo, Rikako Watanabe, Richter, Toki Takeda y Denys Fontanarosa de Artisan Studios. Nakanishi describió los trabajos de Kaneda, quien había trabajado en 13 Sentinels, como un nuevo sonido que beneficiaba sus objetivos para el diseño de la entrega. La banda sonora se compuso en torno a la idea de un «juego de rol ortodoxo». Para el tema del personaje del antagonista principal, se utilizó una cítara para enfatizar su trasfondo único. El cantautor japonés Eureka Republic se encargó de la voz y la letra de las canciones. A la salida del juego el 8 de marzo de Japón le acompañó el lanzamiento del álbum con la banda sonora completa; publicado por el sello discográfico de Basiscape, el álbum de cuatro discos incluye ochenta y cuatro pistas.

## Lanzamiento
Unicorn Overlord se mostró por primera vez con un cortometraje incluido en el disco de demostración comercial 13 Sentinels: Aegis Rim Prologue. Kamitani confirmó que el proyecto estaba a punto de completarse en enero de 2023, en tanto que lo calificó como el proyecto más grande de Vanillaware hasta la fecha. El juego se anunció oficialmente, junto con las ediciones especiales japonesa y occidental, en septiembre del mismo año durante un Nintendo Direct. Las ediciones especiales incluyen un libro de arte y un disco de banda sonora. Atlus se encargó de su lanzamiento en Japón y la empresa matriz Sega en el resto del mundo. El 23 de febrero se publicó una demostración que cubre las primeras horas del título, lo que permite a los jugadores transferir su partida guardada al juego completo.
El juego fue lanzado en Nintendo Switch, PlayStation 4, PlayStation 5 y Xbox Series X/S. Cuando se le preguntó acerca de una versión de Windows, Yamamoto afirmó que si bien Atlus tenía la intención del lanzamiento en el sistema operativo, su acuerdo con Vanillaware mantuvo la exclusividad para consolas. Durante la etapa de vista previa, la localización del juego generó comentarios negativos por sus desviaciones del texto japonés, lo que llevó al creador de Ogre Battle, Yasumi Matsuno, a comentar al respecto. Señaló que los cambios eran aceptables siempre que se hicieran con el conocimiento y consentimiento del desarrollador, a su vez que citó experiencias equivalentes durante su trabajo en Final Fantasy Tactics . Un parche del primer día permitió la transferencia de datos guardados de la demo, un nuevo nivel de dificultad y mejoras técnicas.

## Recepción
Unicorn Overlord tuvo una alta demanda en Japón, con los distribuidores sin unidades físicas suficientes para suplir la primera semana de lanzamiento. En Reino Unido, el videojuego entró en el top diez en ventas durante la semana de salida, la mayoría de las cuales fueron por parte de Nintendo Switch.
El título recibió reseñas generalmente positivas, con una puntuación media del 90 % en Nintendo Switch de acuerdo a Metacritic. Hobbyconsolas describió Unicorn Overlord como «absolutamente colosal» y destacó su apartado visual, el combate y el diseño del mundo y personajes, pero respecto a la narrativa afirmó que cuenta con los «clichés más vistos del género». Eurogamer comparó el sistema táctico programable con Final Fantasy XII y alabó las opciones a la hora de combinar equipos y unidades en combate. La redacción de Push Square comentó sobre el mundo que es de gran tamaño y que «hay un montón de lugares opcionales para ver», también destacó la dirección visual del juego.